# Richard Applin
Richard Applin (* 3. Juni 1894 in Clevedon (Somerset); † 29. April 1917 in der Nähe von Lecluse / Frankreich) war während des Ersten Weltkriegs Jagdflieger im Royal Flying Corps.

## Leben
Richard Applin wurde am 3. Juni 1894 in Clevedon als Sohn des Lehrers Charles Ernest Applin geboren. Er besuchte die Taunton School in Southampton und begann eine Ausbildung als Lehrer.

## Kriegseinsatz
Richard Applin meldete sich freiwillig zum Kriegseinsatz. Am 14. Oktober 1915 wurde er im Inns of Court Training Corps angenommen. Im Oktober 1916 ließ er sich zum Royal Flying Corps versetzen, wo er am 6. Dezember 1916 seinen ersten Alleinflug absolvierte. Am 14. März 1917 wurde er zum 19. Squadron nach Frankreich versetzt. Am 29. April 1917 startete er mit zwei weiteren Jagdfliegern zu einem Einsatz in Richtung Douai. Die Formation wurde von acht Flugzeugen, der von Manfred von Richthofen angeführten Jagdstaffel 11 abgefangen. Es kam zu einem Luftkampf, an dem zusätzlich sechs Sopwith Triplane des Royal Naval Air Service teilnahmen. Im Verlauf des Luftkampfs wurde Applins SPAD S.VII von Manfred von Richthofen abgeschossen. Das Flugzeug stürzte fast senkrecht in einen Sumpf in der Nähe von Lecluse. Das Flugzeug versank dabei so tief, dass nur noch ein Teil des Leitwerks zu sehen war. Der Leichnam des Piloten konnte nicht geborgen werden. Eine Gedenktafel befindet sich im Arras Flying Service Memorial.